# 布里斯托尔 (康涅狄格州)
布里斯托尔（英語：Bristol），綽號鈴城（Bell City）和菊城（Mum City），是美國康乃狄克州哈特福德縣的一個城市，面積69.4平方公里。根據美國2000年人口普查，人口60,062人。
1785年設鎮，1911年設市。1979年，新建的ESPN在布里斯托尔开始了首次节目放送。在这之后，ESPN的总部一直设在改城，并在当地建立了众多的演播室和节目制作设施。至2010年代初，ESPN在该市有近4,100名雇员，是当地最大的纳税者。